# Kanton Givors
Kanton Givors (francouzsky Canton de Givors) je francouzský kanton v departementu Rhône v regionu Rhône-Alpes. Tvoří ho devět obcí.

## Obce kantonu
- Chassagny
- Échalas
- Givors
- Grigny
- Millery
- Montagny
- Saint-Andéol-le-Château
- Saint-Jean-de-Touslas
- Saint-Romain-en-Gier